# Sentimentai
Sentimentai – singel litewskiej piosenkarki Moniki Liu wydany 18 stycznia 2022. Piosenkę skomponowała Monika Liubinatė. Utwór reprezentował Litwę w 66. Konkursie Piosenki Eurowizji w Turynie (2022).

## Lista utworów
- Digital download[2]

1. „Sentimentai” – 3:00

## Notowania
| Kraj            | Notowanie (2022)             | Najwyższa pozycja |
| --------------- | ---------------------------- | ----------------- |
| Litwa           | Singlų Top 100               | 1                 |
| Szwecja         | Sverigetopplistan Heatseeker | 14                |
| Wielka Brytania | UK Download Chart            | 92                |